# Limnodynastes tasmaniensis
Limnodynastes tasmaniensis är en groddjursart som beskrevs av Günther 1858. Limnodynastes tasmaniensis ingår i släktet Limnodynastes och familjen Limnodynastidae. IUCN kategoriserar arten globalt som livskraftig. Inga underarter finns listade i Catalogue of Life.